# Équipe de Russie de football à la Coupe du monde 2018
Cet article relate le parcours de l’équipe de Russie de football lors de la Coupe du monde de football de 2018 organisé en Russie du 14 juin au 15 juillet 2018.

## Préparation de l'événement

### Contexte
En dehors d'une demi-finale lors de l'Euro 2008, la Russie post-URSS ne s'est jamais sentie à l'aise lors des grandes compétitions internationales malgré une dynamique de qualification souvent positive. Les performances récentes de la Sbornaïa incitent peu à l'optimisme. En effet, la Russie reste sur un Euro 2016 catastrophique avec un seul point arraché de justesse contre l'Angleterre et deux défaites humiliantes contre la Slovaquie et le Pays de Galles. Un an plus tard, à l'occasion de la Coupe des confédérations 2017, les Russes ont montré un meilleur visage sans pour autant convaincre, terminant à la troisième place de leur groupe et ne passant pas le premier tour.

### Préparation
La Russie est directement qualifiée en tant que pays organisateur. L'équipe participe à quatre matchs de préparation avant le début de la Coupe du monde.

#### Matchs de préparation à la Coupe du monde
| Match amical           | Russie | 0 - 3   | Brésil                                           | Stade Loujniki, Russie                                  |                                                         |
| 23 mars 2018 17h00 HEC |        | (0 - 0) | 53e Miranda · 62e (pen.) Coutinho · 66e Paulinho | Spectateurs : A déterminer Arbitrage : Aleksei Kulbakov | Spectateurs : A déterminer Arbitrage : Aleksei Kulbakov |

| Match amical           | Russie     | 1 - 3   | France                     | Stade Krestovski, Saint-Pétersbourg                      |                                                          |
| 27 mars 2018 17h50 HEC | Smolov 68e | (0 - 1) | 40e 83e Mbappé · 49e Pogba | Spectateurs : A déterminer Arbitrage : Gediminas Mažeika | Spectateurs : A déterminer Arbitrage : Gediminas Mažeika |

| Match amical          | Autriche   | 1 - 0   | Russie | Tivoli Neu, Innsbruck                        |                                              |
| 30 mai 2018 20h45 HEC | Schöpf 28e | (1 - 0) |        | Spectateurs : 14 500 Arbitrage : Bas Nijhuis | Spectateurs : 14 500 Arbitrage : Bas Nijhuis |

| Match amical    | Russie      | 1 - 1   | Turquie   | VEB Arena, Moscou                                     |                                                       |
| 5 juin 2018 HEC | Samedov 35e | (1 - 0) | 59e Mallı | Spectateurs : A déterminer Arbitrage : Ovidiu Hațegan | Spectateurs : A déterminer Arbitrage : Ovidiu Hațegan |

## Effectif
La liste des 23 joueurs est connue le 4 juin 2018.

## Coupe du monde

### Groupe A
La Russie en tant que pays organisateur se trouve dans le groupe A.
|   | Équipe          | Pts | J | G | N | P | Bp | Bc | Diff |
| 1 | Uruguay         | 9   | 3 | 3 | 0 | 0 | 5  | 0  | +5   |
| 2 | Russie          | 6   | 3 | 2 | 0 | 1 | 8  | 4  | +4   |
| 3 | Arabie saoudite | 3   | 3 | 1 | 0 | 2 | 2  | 7  | -5   |
| 4 | Égypte          | 0   | 3 | 0 | 0 | 3 | 2  | 6  | -4   |

| 1  | 14 juin 2018 | Russie          | 5 - 0 | Arabie saoudite |
| 2  | 15 juin 2018 | Égypte          | 0 - 1 | Uruguay         |
| 17 | 19 juin 2018 | Russie          | 3 - 1 | Égypte          |
| 18 | 20 juin 2018 | Uruguay         | 1 - 0 | Arabie saoudite |
| 33 | 25 juin 2018 | Uruguay         | 3 - 0 | Russie          |
| 34 | 25 juin 2018 | Arabie saoudite | 2 - 1 | Égypte          |

#### Russie - Arabie saoudite
| Match 1                                                  | Russie | 5 - 0   | Arabie saoudite | Stade Loujniki, Moscou                         |                                                |
| 14 juin 2018 · 18:00 (UTC+3) · Historique des rencontres | ( Alexandre Golovine) Iouri Gazinski 12e · ( Roman Zobnine) Denis Tcherychev 43e · ( Alexandre Golovine) Artiom Dziouba 71e · ( Artiom Dziouba) Denis Tcherychev 90+1e · Alexandre Golovine 90+4e | (2 - 0) |                 | Spectateurs : 78 011 Arbitrage : Néstor Pitana | Spectateurs : 78 011 Arbitrage : Néstor Pitana |
| 14 juin 2018 · 18:00 (UTC+3) · Historique des rencontres | Rapport |         |                 | Spectateurs : 78 011 Arbitrage : Néstor Pitana | Spectateurs : 78 011 Arbitrage : Néstor Pitana |

| Russie | Arabie saoudite |

| RUSSIE :                |    |                      |     |     |
|                         |    |                      |     |     |
| Gardien de but          | 01 | Igor Akinfeïev       |     |     |
|                         | 02 | Mário Fernandes      |     |     |
|                         | 03 | Ilia Koutepov        |     |     |
|                         | 04 | Sergueï Ignachevitch |     |     |
|                         | 18 | Iouri Jirkov         |     |     |
|                         | 08 | Iouri Gazinski       |     |     |
|                         | 11 | Roman Zobnine        |     |     |
|                         | 19 | Alexandre Samedov    |     | 64e |
|                         | 09 | Alan Dzagoïev        |     | 24e |
|                         | 17 | Alexandre Golovine   | 88e |     |
|                         | 10 | Fiodor Smolov        |     | 70e |
| Remplaçants :           |    |                      |     |     |
|                         | 06 | Denis Tcherychev     |     | 24e |
|                         | 07 | Daler Kouziaïev      |     | 64e |
|                         | 22 | Artiom Dziouba       |     | 70e |
| Sélectionneur :         |    |                      |     |     |
| Stanislav Tchertchessov |    |                      |     |     |

| ARABIE SAOUDITE :  |    |                     |       |     |
|                    |    |                     |       |     |
| Gardien de but     | 01 | Abdullah Al-Mayouf  |       |     |
|                    | 02 | Mohammed Al-Breik   |       |     |
|                    | 03 | Osama Hawsawi       |       |     |
|                    | 05 | Omar Hawsawi        |       |     |
|                    | 13 | Yasser al-Shahrani  |       |     |
|                    | 07 | Salman Al-Faraj     |       |     |
|                    | 14 | Abdullah Otayf      |       | 64e |
|                    | 17 | Taisir al-Jassim    | 90+3e |     |
|                    | 18 | Salem al-Dossari    |       |     |
|                    | 08 | Yahya al-Shehri     |       | 72e |
|                    | 10 | Mohammad al-Sahlawi |       | 85e |
| Remplaçants :      |    |                     |       |     |
|                    | 19 | Fahad al-Muwallad   |       | 64e |
|                    | 09 | Hattan Bahebri      |       | 72e |
|                    | 20 | Muhannad Assiri     |       | 85e |
| Sélectionneur :    |    |                     |       |     |
| Juan Antonio Pizzi |    |                     |       |     |

| Assistants : Hérnan Maidana Juan Pablo Bellati Quatrième arbitre : Sandro Ricci Cinquième arbitre : Milovan Ristić Arbitre vidéo : Massimiliano Irrati Assistants arbitre vidéo : Carlos Astroza Mauro Vigliano Daniele Orsato Homme du Match : Denis Tcherychev |

#### Russie - Égypte
| Match 17                                                 | Russie                                                                                                | 3 - 1   | Égypte                   | Stade Krestovski, Saint-Pétersbourg              |                                                  |
| 19 juin 2018 · 21:00 (UTC+3) · Historique des rencontres | Ahmed Fathi 47e (csc) · ( Mário Fernandes) Denis Tcherychev 59e · ( Ilia Koutepov) Artiom Dziouba 62e | (0 - 0) | 73e (pen.) Mohamed Salah | Spectateurs : 64 468 Arbitrage : Enrique Cáceres | Spectateurs : 64 468 Arbitrage : Enrique Cáceres |
| 19 juin 2018 · 21:00 (UTC+3) · Historique des rencontres | Rapport                                                                                               |         |                          | Spectateurs : 64 468 Arbitrage : Enrique Cáceres | Spectateurs : 64 468 Arbitrage : Enrique Cáceres |

| Russie | Égypte |

| RUSSIE :                |    |                      |     |     |
|                         |    |                      |     |     |
| Gardien de but          | 01 | Igor Akinfeïev       |     |     |
|                         | 02 | Mário Fernandes      |     |     |
|                         | 03 | Ilia Koutepov        |     |     |
|                         | 04 | Sergueï Ignachevitch |     |     |
|                         | 18 | Iouri Jirkov         |     | 86e |
|                         | 11 | Roman Zobnine        |     |     |
|                         | 08 | Iouri Gazinski       |     |     |
|                         | 19 | Alexandre Samedov    |     |     |
|                         | 17 | Alexandre Golovine   |     |     |
|                         | 06 | Denis Tcherychev     |     | 74e |
|                         | 22 | Artiom Dziouba       |     | 79e |
| Remplaçants :           |    |                      |     |     |
|                         | 07 | Daler Kouziaïev      |     | 74e |
|                         | 10 | Fiodor Smolov        | 84e | 79e |
|                         | 13 | Fiodor Koudriachov   |     | 86e |
| Sélectionneur :         |    |                      |     |     |
| Stanislav Tchertchessov |    |                      |     |     |

| ÉGYPTE :        |    |                     |     |     |
|                 |    |                     |     |     |
| Gardien de but  | 23 | Mohamed El-Shenawy  |     |     |
|                 | 07 | Ahmed Fathi         |     |     |
|                 | 02 | Ali Gabr            |     |     |
|                 | 06 | Ahmed Hegazi        |     |     |
|                 | 13 | Mohamed Abdel-Shafi |     |     |
|                 | 08 | Tarek Hamed         |     |     |
|                 | 17 | Mohamed Elneny      |     | 64e |
|                 | 10 | Mohamed Salah       |     |     |
|                 | 19 | Abdallah Saïd       |     |     |
|                 | 21 | Trezeguet           | 57e | 68e |
|                 | 09 | Marwan Mohsen       |     | 82e |
| Remplaçants :   |    |                     |     |     |
|                 | 22 | Amr Warda           |     | 64e |
|                 | 14 | Ramadan Sobhi       |     | 68e |
|                 | 11 | Mahmoud Kahraba     |     | 82e |
| Sélectionneur : |    |                     |     |     |
| Héctor Cúper    |    |                     |     |     |

| Assistants : Eduardo Cardozo Juan Zorrilla Quatrième arbitre : Cüneyt Çakır Cinquième arbitre : Bahattin Duran Arbitre vidéo : Massimiliano Irrati Assistants arbitre vidéo : Mauro Vigliano Carlos Astroza Szymon Marciniak Homme du Match : Denis Tcherychev |

#### Uruguay - Russie
| Match 33                                                 | Uruguay                                                           | 3 - 0   | Russie | Samara Arena, Samara                             |                                                  |
| 25 juin 2018 · 17:00 (UTC+3) · Historique des rencontres | Luis Suárez 10e · Denis Tcherychev 23e (csc) · Edinson Cavani 90e | (2 - 0) |        | Spectateurs : 41 970 Arbitrage : Malang Diedhiou | Spectateurs : 41 970 Arbitrage : Malang Diedhiou |
| 25 juin 2018 · 17:00 (UTC+3) · Historique des rencontres | Rapport                                                           |         |        | Spectateurs : 41 970 Arbitrage : Malang Diedhiou | Spectateurs : 41 970 Arbitrage : Malang Diedhiou |

| Uruguay | Russie |

| URUGUAY :       |    |                        |     |       |
|                 |    |                        |     |       |
| Gardien de but  | 01 | Fernando Muslera       |     |       |
|                 | 19 | Sebastián Coates       |     |       |
|                 | 03 | Diego Godín            |     |       |
|                 | 22 | Martín Cáceres         |     |       |
|                 | 08 | Nahitan Nández         |     | 73e   |
|                 | 15 | Matías Vecino          |     |       |
|                 | 14 | Lucas Torreira         |     |       |
|                 | 06 | Rodrigo Bentancur      | 59e | 63e   |
|                 | 17 | Diego Laxalt           |     |       |
|                 | 09 | Luis Suárez            |     |       |
|                 | 21 | Edinson Cavani         |     | 90+3e |
| Remplaçants :   |    |                        |     |       |
|                 | 10 | Giorgian De Arrascaeta |     | 63e   |
|                 | 07 | Cristian Rodríguez     |     | 73e   |
|                 | 18 | Maxi Gómez             |     | 90+3e |
| Sélectionneur : |    |                        |     |       |
| Óscar Tabárez   |    |                        |     |       |

| RUSSIE :                |    |                      |          |     |
|                         |    |                      |          |     |
| Gardien de but          | 01 | Igor Akinfeïev       |          |     |
|                         | 23 | Igor Smolnikov       | 27e, 36e |     |
|                         | 03 | Ilia Koutepov        |          |     |
|                         | 04 | Sergueï Ignachevitch |          |     |
|                         | 13 | Fiodor Koudriachov   |          |     |
|                         | 11 | Roman Zobnine        |          |     |
|                         | 08 | Iouri Gazinski       | 9e       | 46e |
|                         | 19 | Alexandre Samedov    |          |     |
|                         | 15 | Alexeï Mirantchouk   |          | 60e |
|                         | 06 | Denis Tcherychev     |          | 38e |
|                         | 22 | Artiom Dziouba       |          |     |
| Remplaçants :           |    |                      |          |     |
|                         | 02 | Mário Fernandes      |          | 38e |
|                         | 07 | Daler Kouziaïev      |          | 46e |
|                         | 10 | Fiodor Smolov        |          | 60e |
| Sélectionneur :         |    |                      |          |     |
| Stanislav Tchertchessov |    |                      |          |     |

| Assistants : Djibril Camara El Hadji Samba Quatrième arbitre : Bamlak Tessema Weyesa Cinquième arbitre : Hasan Al Mahri Arbitre vidéo : Clément Turpin Assistants arbitre vidéo : Paweł Gil Cyril Gringore Daniele Orsato Homme du Match : Luis Suárez |

### Huitième de finale

#### Espagne - Russie
| Match 51                                                     | Espagne                                                          | 1 - 1 a.p.            | Russie                                                                      | Stade Loujniki, Moscou                         |                                                |
| 1er juillet 2018 · 17:00 (UTC+3) · Historique des rencontres | Sergueï Ignachevitch 12e (csc)                                   | (1 - 1, 1 - 1, 1 - 1) | 41e (pen.) Artiom Dziouba                                                   | Spectateurs : 78 011 Arbitrage : Björn Kuipers | Spectateurs : 78 011 Arbitrage : Björn Kuipers |
| 1er juillet 2018 · 17:00 (UTC+3) · Historique des rencontres | Rapport                                                          |                       |                                                                             | Spectateurs : 78 011 Arbitrage : Björn Kuipers | Spectateurs : 78 011 Arbitrage : Björn Kuipers |
| 1er juillet 2018 · 17:00 (UTC+3) · Historique des rencontres | Andrés Iniesta · Gerard Piqué · Koke · Sergio Ramos · Iago Aspas | Tirs au but 3 - 4     | Fiodor Smolov · Sergueï Ignachevitch · Aleksandr Golovine · Denis Cheryshev | Spectateurs : 78 011 Arbitrage : Björn Kuipers | Spectateurs : 78 011 Arbitrage : Björn Kuipers |

| Espagne | Russie |

| ESPAGNE :       |    |                 |     |      |
|                 |    |                 |     |      |
| Gardien de but  | 01 | David de Gea    |     |      |
|                 | 04 | Nacho           |     | 70e  |
|                 | 03 | Gerard Piqué    | 40e |      |
|                 | 15 | Sergio Ramos    |     |      |
|                 | 18 | Jordi Alba      |     |      |
|                 | 08 | Koke            |     |      |
|                 | 05 | Sergio Busquets |     |      |
|                 | 21 | David Silva     |     | 67e  |
|                 | 22 | Isco            |     |      |
|                 | 20 | Marco Asensio   |     | 104e |
|                 | 19 | Diego Costa     |     | 80e  |
| Remplaçants :   |    |                 |     |      |
|                 | 06 | Andrés Iniesta  |     | 67e  |
|                 | 02 | Dani Carvajal   |     | 70e  |
|                 | 17 | Iago Aspas      |     | 80e  |
|                 | 09 | Rodrigo         |     | 104e |
| Sélectionneur : |    |                 |     |      |
| Fernando Hierro |    |                 |     |      |

| RUSSIE :                |    |                      |     |     |
|                         |    |                      |     |     |
| Gardien de but          | 01 | Igor Akinfeïev       |     |     |
|                         | 04 | Sergueï Ignachevitch |     |     |
|                         | 03 | Ilia Koutepov        | 54e |     |
|                         | 13 | Fiodor Koudriachov   |     |     |
|                         | 02 | Mário Fernandes      |     |     |
|                         | 18 | Iouri Jirkov         |     | 46e |
|                         | 19 | Aleksandr Samedov    |     | 61e |
|                         | 11 | Roman Zobnine        | 71e |     |
|                         | 07 | Daler Kouziaïev      |     | 97e |
|                         | 22 | Artiom Dziouba       |     | 65e |
|                         | 17 | Aleksandr Golovine   |     |     |
| Remplaçants :           |    |                      |     |     |
|                         | 14 | Vladimir Granat      |     | 46e |
|                         | 06 | Denis Cheryshev      |     | 61e |
|                         | 10 | Fiodor Smolov        |     | 65e |
|                         | 21 | Aleksandr Yerokhine  |     | 97e |
| Sélectionneur :         |    |                      |     |     |
| Stanislav Tchertchessov |    |                      |     |     |

| Assistants : Sander van Roekel Erwin Zeinstra Quatrième arbitre : Clément Turpin Cinquième arbitre : Nicolas Danos Arbitre vidéo : Danny Makkelie Assistants arbitre vidéo : Paweł Gil Mark Borsch Felix Zwayer Homme du Match : Igor Akinfeïev |

### Quart de finale

#### Russie - Croatie
| Match 59                                                   | Russie                                                                                  | 2 - 2 a.p.            | Croatie                                                                      | Stade Ficht, Sotchi                           |                                               |
| 7 juillet 2018 · 21:00 (UTC+3) · Historique des rencontres | ( Artiom Dziouba) Denis Cheryshev 31e · ( Alan Dzagoev) Mário Fernandes 115e            | (1 - 1, 1 - 1, 1 - 2) | 39e Andrej Kramarić (Mario Mandžukić ) · 101e Domagoj Vida (Luka Modrić )    | Spectateurs : 44 287 Arbitrage : Sandro Ricci | Spectateurs : 44 287 Arbitrage : Sandro Ricci |
| 7 juillet 2018 · 21:00 (UTC+3) · Historique des rencontres | Rapport                                                                                 |                       |                                                                              | Spectateurs : 44 287 Arbitrage : Sandro Ricci | Spectateurs : 44 287 Arbitrage : Sandro Ricci |
| 7 juillet 2018 · 21:00 (UTC+3) · Historique des rencontres | Fiodor Smolov · Alan Dzagoev · Mário Fernandes · Sergueï Ignachevitch · Daler Kouziaïev | Tirs au but 3 - 4     | Marcelo Brozović · Mateo Kovačić · Luka Modrić · Domagoj Vida · Ivan Rakitić | Spectateurs : 44 287 Arbitrage : Sandro Ricci | Spectateurs : 44 287 Arbitrage : Sandro Ricci |

| Russie | Croatie |

| RUSSIE :                |    |                      |      |      |
|                         |    |                      |      |      |
| Gardien de but          | 01 | Igor Akinfeïev       |      |      |
|                         | 02 | Mário Fernandes      |      |      |
|                         | 03 | Ilia Koutepov        |      |      |
|                         | 04 | Sergueï Ignachevitch |      |      |
|                         | 13 | Fiodor Koudriachov   |      |      |
|                         | 11 | Roman Zobnine        |      |      |
|                         | 07 | Daler Kouziaïev      |      |      |
|                         | 19 | Aleksandr Samedov    |      | 54e  |
|                         | 17 | Aleksandr Golovine   |      | 102e |
|                         | 06 | Denis Cheryshev      |      | 67e  |
|                         | 22 | Artiom Dziouba       |      | 79e  |
| Remplaçants :           |    |                      |      |      |
|                         | 21 | Aleksandr Yerokhine  |      | 54e  |
|                         | 10 | Fiodor Smolov        |      | 67e  |
|                         | 08 | Iouri Gazinski       | 109e | 79e  |
|                         | 09 | Alan Dzagoev         |      | 102e |
| Sélectionneur :         |    |                      |      |      |
| Stanislav Tchertchessov |    |                      |      |      |

| CROATIE :       |    |                  |      |     |
|                 |    |                  |      |     |
| Gardien de but  | 23 | Danijel Subašić  |      |     |
|                 | 02 | Šime Vrsaljko    |      | 97e |
|                 | 06 | Dejan Lovren     | 35e  |     |
|                 | 21 | Domagoj Vida     | 101e |     |
|                 | 03 | Ivan Strinić     | 38e  | 74e |
|                 | 07 | Ivan Rakitić     |      |     |
|                 | 10 | Luka Modrić      |      |     |
|                 | 18 | Ante Rebić       |      |     |
|                 | 09 | Andrej Kramarić  |      | 88e |
|                 | 04 | Ivan Perišić     |      | 63e |
|                 | 17 | Mario Mandžukić  |      |     |
| Remplaçants :   |    |                  |      |     |
|                 | 11 | Marcelo Brozović |      | 63e |
|                 | 22 | Josip Pivarić    | 114e | 74e |
|                 | 08 | Mateo Kovačić    |      | 88e |
|                 | 05 | Vedran Ćorluka   |      | 97e |
| Sélectionneur : |    |                  |      |     |
| Zlatko Dalić    |    |                  |      |     |

| Assistants : Emerson de Carvalho Marcelo Van Gasse Quatrième arbitre : Janny Sikazwe Cinquième arbitre : Jerson Dos Santos Arbitre vidéo : Massimiliano Irrati Assistants arbitre vidéo : Wilton Sampaio Roberto Díaz Pérez Paolo Valeri Homme du Match : Luka Modrić |

## Statistiques

### Temps de jeu
| Joueur               |          |          |          |          |          | TT       | But inscrit | Passe décisive | MJ       | MT       | Légende |
| -------------------- | -------- | -------- | -------- | -------- | -------- | -------- | ----------- | -------------- | -------- | -------- | --- |
| Gardiens             | Gardiens | Gardiens | Gardiens | Gardiens | Gardiens | Gardiens | Gardiens    | Gardiens       | Gardiens | Gardiens | Abréviations et symboles : TT : Total de minutes jouées MJ : Nombre de matchs joués MT : Matchs joués en tant que titulaire : but (csc) : but contre son camp : passe décisive : joueur entré : joueur remplacé : capitaine : carton jaune : carton rouge |
| Igor Akinfeïev       | 90       | 90       | 90       | 120      | 120      | 510      | -           | -              | 5        | 5        | Abréviations et symboles : TT : Total de minutes jouées MJ : Nombre de matchs joués MT : Matchs joués en tant que titulaire : but (csc) : but contre son camp : passe décisive : joueur entré : joueur remplacé : capitaine : carton jaune : carton rouge |
| Andreï Louniov       | -        | -        | -        | -        | -        | -        | -           | -              | -        | -        | Abréviations et symboles : TT : Total de minutes jouées MJ : Nombre de matchs joués MT : Matchs joués en tant que titulaire : but (csc) : but contre son camp : passe décisive : joueur entré : joueur remplacé : capitaine : carton jaune : carton rouge |
| Vladimir Gaboulov    | -        | -        | -        | -        | -        | -        | -           | -              | -        | -        | Abréviations et symboles : TT : Total de minutes jouées MJ : Nombre de matchs joués MT : Matchs joués en tant que titulaire : but (csc) : but contre son camp : passe décisive : joueur entré : joueur remplacé : capitaine : carton jaune : carton rouge |
| Défenseurs           |          |          |          |          |          |          |             |                |          |          | Abréviations et symboles : TT : Total de minutes jouées MJ : Nombre de matchs joués MT : Matchs joués en tant que titulaire : but (csc) : but contre son camp : passe décisive : joueur entré : joueur remplacé : capitaine : carton jaune : carton rouge |
| Mário Fernandes      | 90       | 90       | 52       | 120      | 120      | 372      | 1           | 1              | 5        | 4        | Abréviations et symboles : TT : Total de minutes jouées MJ : Nombre de matchs joués MT : Matchs joués en tant que titulaire : but (csc) : but contre son camp : passe décisive : joueur entré : joueur remplacé : capitaine : carton jaune : carton rouge |
| Ilia Koutepov        | 90       | 90       | 90       | 120      | 120      | 510      | -           | 1              | 5        | 5        | Abréviations et symboles : TT : Total de minutes jouées MJ : Nombre de matchs joués MT : Matchs joués en tant que titulaire : but (csc) : but contre son camp : passe décisive : joueur entré : joueur remplacé : capitaine : carton jaune : carton rouge |
| Sergueï Ignachevitch | 90       | 90       | 90       | 120      | 120      | 510      | -           | -              | 5        | 5        | Abréviations et symboles : TT : Total de minutes jouées MJ : Nombre de matchs joués MT : Matchs joués en tant que titulaire : but (csc) : but contre son camp : passe décisive : joueur entré : joueur remplacé : capitaine : carton jaune : carton rouge |
| Andreï Semionov      | -        | -        | -        | -        | -        | -        | -           | -              | -        | -        | Abréviations et symboles : TT : Total de minutes jouées MJ : Nombre de matchs joués MT : Matchs joués en tant que titulaire : but (csc) : but contre son camp : passe décisive : joueur entré : joueur remplacé : capitaine : carton jaune : carton rouge |
| Fiodor Koudriachov   | -        | 4        | 90       | 120      | 120      | 334      | -           | -              | 4        | 3        | Abréviations et symboles : TT : Total de minutes jouées MJ : Nombre de matchs joués MT : Matchs joués en tant que titulaire : but (csc) : but contre son camp : passe décisive : joueur entré : joueur remplacé : capitaine : carton jaune : carton rouge |
| Vladimir Granat      | -        | -        | -        | 74       | -        | 74       | -           | -              | 1        | -        | Abréviations et symboles : TT : Total de minutes jouées MJ : Nombre de matchs joués MT : Matchs joués en tant que titulaire : but (csc) : but contre son camp : passe décisive : joueur entré : joueur remplacé : capitaine : carton jaune : carton rouge |
| Igor Smolnikov       | -        | -        | 36       | -        | -        | 36       | -           | -              | 1        | 1        | Abréviations et symboles : TT : Total de minutes jouées MJ : Nombre de matchs joués MT : Matchs joués en tant que titulaire : but (csc) : but contre son camp : passe décisive : joueur entré : joueur remplacé : capitaine : carton jaune : carton rouge |
| Milieux              |          |          |          |          |          |          |             |                |          |          | Abréviations et symboles : TT : Total de minutes jouées MJ : Nombre de matchs joués MT : Matchs joués en tant que titulaire : but (csc) : but contre son camp : passe décisive : joueur entré : joueur remplacé : capitaine : carton jaune : carton rouge |
| Denis Tcherychev     | 66       | 74       | 38       | 59       | 67       | 304      | 4           | -              | 5        | 3        | Abréviations et symboles : TT : Total de minutes jouées MJ : Nombre de matchs joués MT : Matchs joués en tant que titulaire : but (csc) : but contre son camp : passe décisive : joueur entré : joueur remplacé : capitaine : carton jaune : carton rouge |
| Daler Kouziaïev      | 26       | 16       | 44       | 97       | 120      | 303      | -           | -              | 5        | 2        | Abréviations et symboles : TT : Total de minutes jouées MJ : Nombre de matchs joués MT : Matchs joués en tant que titulaire : but (csc) : but contre son camp : passe décisive : joueur entré : joueur remplacé : capitaine : carton jaune : carton rouge |
| Iouri Gazinski       | 90       | 90       | 46       | -        | 41       | 267      | 1           | -              | 4        | 3        | Abréviations et symboles : TT : Total de minutes jouées MJ : Nombre de matchs joués MT : Matchs joués en tant que titulaire : but (csc) : but contre son camp : passe décisive : joueur entré : joueur remplacé : capitaine : carton jaune : carton rouge |
| Alan Dzagoïev        | 24       | -        | -        | -        | 18       | 42       | -           | 1              | 2        | 1        | Abréviations et symboles : TT : Total de minutes jouées MJ : Nombre de matchs joués MT : Matchs joués en tant que titulaire : but (csc) : but contre son camp : passe décisive : joueur entré : joueur remplacé : capitaine : carton jaune : carton rouge |
| Roman Zobnine        | 90       | 90       | 90       | 120      | 120      | 510      | -           | 1              | 5        | 5        | Abréviations et symboles : TT : Total de minutes jouées MJ : Nombre de matchs joués MT : Matchs joués en tant que titulaire : but (csc) : but contre son camp : passe décisive : joueur entré : joueur remplacé : capitaine : carton jaune : carton rouge |
| Alexeï Mirantchouk   | -        | -        | 60       | -        | -        | 60       | -           | -              | 1        | 1        | Abréviations et symboles : TT : Total de minutes jouées MJ : Nombre de matchs joués MT : Matchs joués en tant que titulaire : but (csc) : but contre son camp : passe décisive : joueur entré : joueur remplacé : capitaine : carton jaune : carton rouge |
| Anton Mirantchouk    | -        | -        | -        | -        | -        | -        | -           | -              | -        | -        | Abréviations et symboles : TT : Total de minutes jouées MJ : Nombre de matchs joués MT : Matchs joués en tant que titulaire : but (csc) : but contre son camp : passe décisive : joueur entré : joueur remplacé : capitaine : carton jaune : carton rouge |
| Aleksandr Golovine   | 90       | 90       | -        | 120      | 102      | 402      | 1           | 2              | 4        | 4        | Abréviations et symboles : TT : Total de minutes jouées MJ : Nombre de matchs joués MT : Matchs joués en tant que titulaire : but (csc) : but contre son camp : passe décisive : joueur entré : joueur remplacé : capitaine : carton jaune : carton rouge |
| Iouri Jirkov         | 90       | 86       | -        | 46       | -        | 222      | -           | -              | 3        | 3        | Abréviations et symboles : TT : Total de minutes jouées MJ : Nombre de matchs joués MT : Matchs joués en tant que titulaire : but (csc) : but contre son camp : passe décisive : joueur entré : joueur remplacé : capitaine : carton jaune : carton rouge |
| Alexandre Samedov    | 64       | 90       | 90       | 61       | 54       | 359      | -           | -              | 5        | 5        | Abréviations et symboles : TT : Total de minutes jouées MJ : Nombre de matchs joués MT : Matchs joués en tant que titulaire : but (csc) : but contre son camp : passe décisive : joueur entré : joueur remplacé : capitaine : carton jaune : carton rouge |
| Alexandre Ierokhine  | -        | -        | -        | 23       | 66       | 89       | -           | -              | 2        | -        | Abréviations et symboles : TT : Total de minutes jouées MJ : Nombre de matchs joués MT : Matchs joués en tant que titulaire : but (csc) : but contre son camp : passe décisive : joueur entré : joueur remplacé : capitaine : carton jaune : carton rouge |
| Attaquants           |          |          |          |          |          |          |             |                |          |          | Abréviations et symboles : TT : Total de minutes jouées MJ : Nombre de matchs joués MT : Matchs joués en tant que titulaire : but (csc) : but contre son camp : passe décisive : joueur entré : joueur remplacé : capitaine : carton jaune : carton rouge |
| Fiodor Smolov        | 70       | 11       | 30       | 55       | 53       | 219      | -           | -              | 5        | 1        | Abréviations et symboles : TT : Total de minutes jouées MJ : Nombre de matchs joués MT : Matchs joués en tant que titulaire : but (csc) : but contre son camp : passe décisive : joueur entré : joueur remplacé : capitaine : carton jaune : carton rouge |
| Artyom Dziouba       | 20       | 79       | 90       | 65       | 79       | 333      | 3           | 2              | 5        | 4        | Abréviations et symboles : TT : Total de minutes jouées MJ : Nombre de matchs joués MT : Matchs joués en tant que titulaire : but (csc) : but contre son camp : passe décisive : joueur entré : joueur remplacé : capitaine : carton jaune : carton rouge |
| CSC                  |          |          |          |          |          |          |             |                |          |          | Abréviations et symboles : TT : Total de minutes jouées MJ : Nombre de matchs joués MT : Matchs joués en tant que titulaire : but (csc) : but contre son camp : passe décisive : joueur entré : joueur remplacé : capitaine : carton jaune : carton rouge |
| But contre son camp  | -        | 1 (csc)  | -        | -        | -        | -        | 1           | -              | -        | -        | Abréviations et symboles : TT : Total de minutes jouées MJ : Nombre de matchs joués MT : Matchs joués en tant que titulaire : but (csc) : but contre son camp : passe décisive : joueur entré : joueur remplacé : capitaine : carton jaune : carton rouge |
| TOTAL                |          |          |          |          |          |          |             |                |          |          | Abréviations et symboles : TT : Total de minutes jouées MJ : Nombre de matchs joués MT : Matchs joués en tant que titulaire : but (csc) : but contre son camp : passe décisive : joueur entré : joueur remplacé : capitaine : carton jaune : carton rouge |
| Équipe de Russie     | 90       | 90       | 90       | 120      | 120      | 510      | 11          | 8              | 5        | -        | Abréviations et symboles : TT : Total de minutes jouées MJ : Nombre de matchs joués MT : Matchs joués en tant que titulaire : but (csc) : but contre son camp : passe décisive : joueur entré : joueur remplacé : capitaine : carton jaune : carton rouge |

| Buts    | Joueurs            | Adversaires                          |
| ------- | ------------------ | ------------------------------------ |
| 4       | Denis Tcherychev   | Arabie saoudite (2), Égypte, Croatie |
| 3       | Artyom Dziouba     | Arabie saoudite, Égypte, Espagne     |
| 1       | Iouri Gazinski     | Arabie saoudite                      |
| 1       | Alexandre Golovine | Arabie saoudite                      |
| 1       | Mário Fernandes    | Croatie                              |
| 1 (csc) | Ahmed Fathi        | Égypte                               |
| TOTAL   | 11 BUTS            | 11 BUTS                              |

| Passes | Joueurs            | Adversaires              |
| ------ | ------------------ | ------------------------ |
| 2      | Aleksandr Golovine | Arabie saoudite (2)      |
| 2      | Artyom Dziouba     | Arabie saoudite, Croatie |
| 1      | Roman Zobnine      | Arabie saoudite          |
| 1      | Mário Fernandes    | Égypte                   |
| 1      | Ilia Koutepov      | Égypte                   |
| 1      | Alan Dzagoïev      | Croatie                  |
| TOTAL  | 8 PASSES DÉCISIVES | 8 PASSES DÉCISIVES       |